# Biomasse-Heizkraftwerk Pfaffenhofen an der Ilm
Das Biomasse-Heizkraftwerk Pfaffenhofen an der Ilm ist seit Juli 2001 ein modernes Heizkraftwerk in der Kreisstadt Pfaffenhofen, das durch die Verbrennung fester Biomasse elektrische Energie erzeugt. Es stellt darüber hinaus Wärme bereit, die als Fern- oder Nahwärme oder als Prozesswärme genutzt werden kann. Das Pfaffenhofener Heizkraftwerk steht mit der Adresse Posthofstraße 2 westlich an dieser Straße und etwa 200 m links der etwa nach Norden fließenden Ilm am Südrand des bebauten Gebiets von Pfaffenhofen, unweit der südlichen Gemeindegrenze.

## Geschichte
Ursprünglich hatte Hanns Niedermayr die Idee, ein Biomasse-Heizwerk zu bauen und trug dies an die Stadt heran. Als ein Bürgerbegehren gegen das Heizkraftwerk initiiert wurde, machten sich alle vier Fraktionen des Stadtrats in einer konzertierten Aktion für das Biomasse-Heizkraftwerk stark. Das Kraftwerk erfüllte nach ihrer Einschätzung zwei wichtige Ziele: die Nutzung regenerativer Energien sowie auch die Reduzierung von Schadstoffen.
Es gab in Pfaffenhofen auch Betriebe, die die Fernwärme nutzten und damit zur Rentabilität des Projekts beitrugen. Die Stadt leistete ebenfalls einen Beitrag, da sie das Rathaus und das Bauamt, alle städtischen Schulen und auch das Schwimmbad ans Fernwärmenetz angeschlossen hat.
Anfang 2014 kaufte die Danpower Gruppe das Kraftwerk von der Hypo Alpe Adria. Es wird seitdem vom Subunternehmen Danpower Biomasse Pfaffenhofen GmbH betrieben.

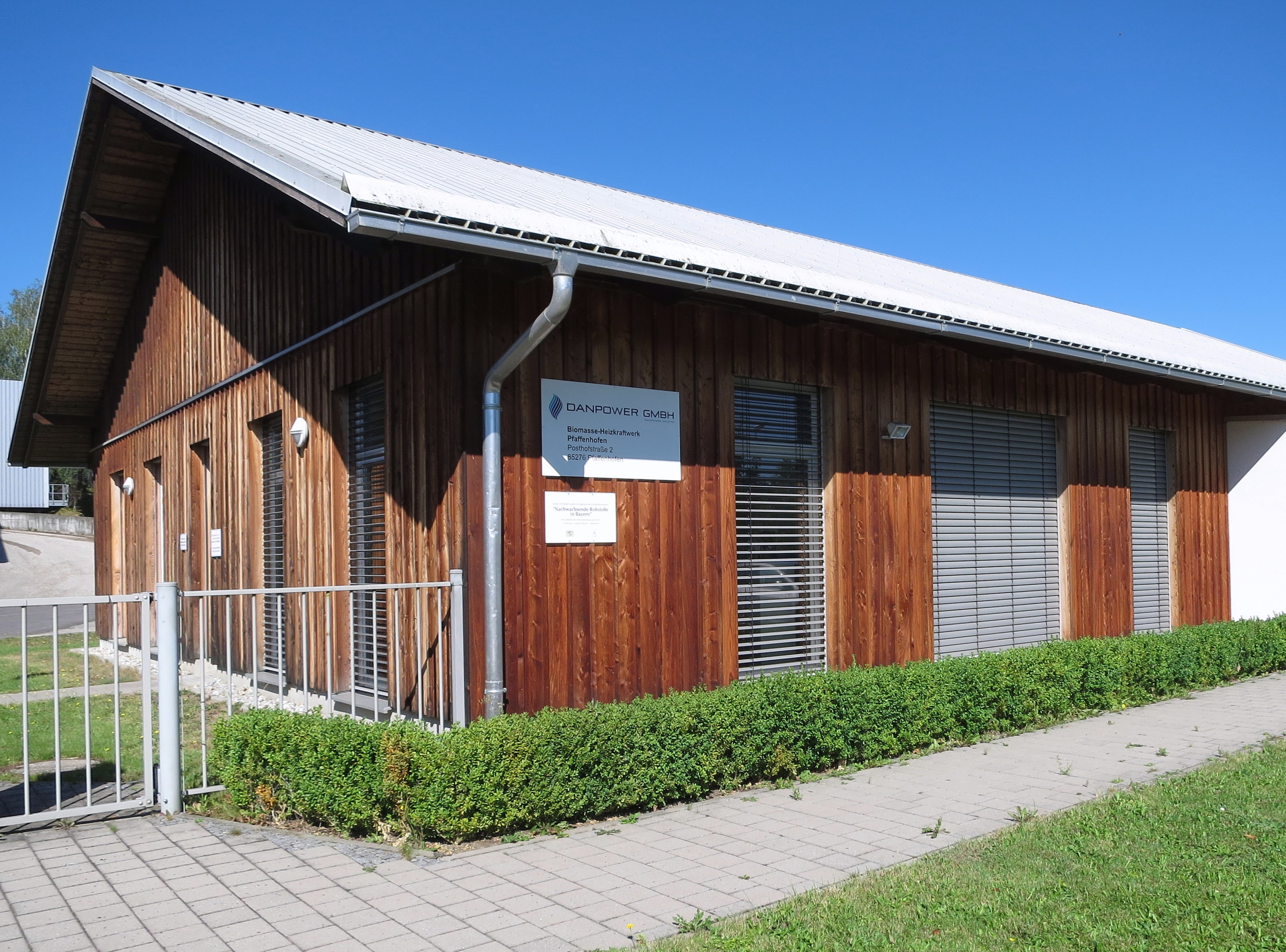
Verwaltungsgebäude
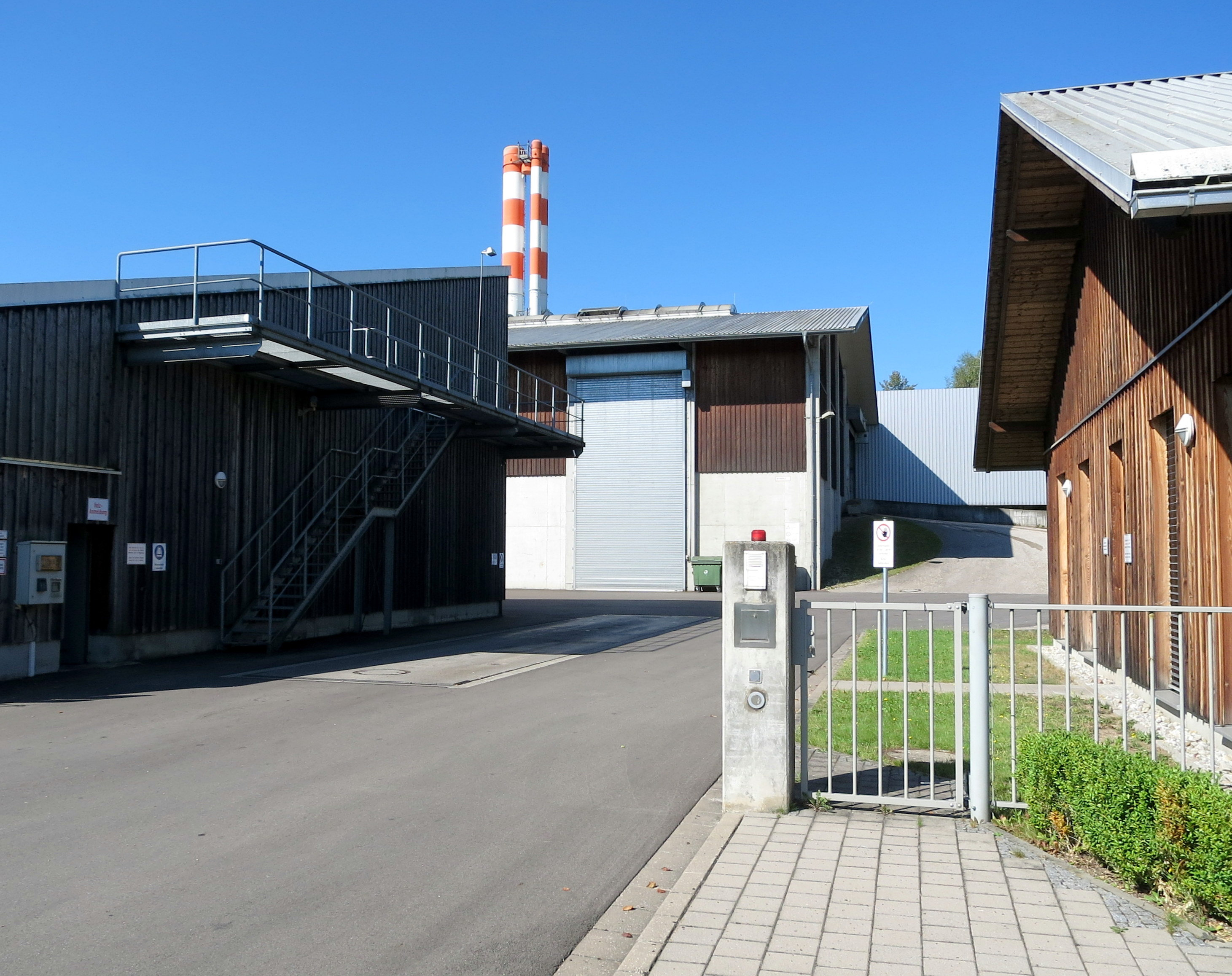
Haupteingang der Anlage
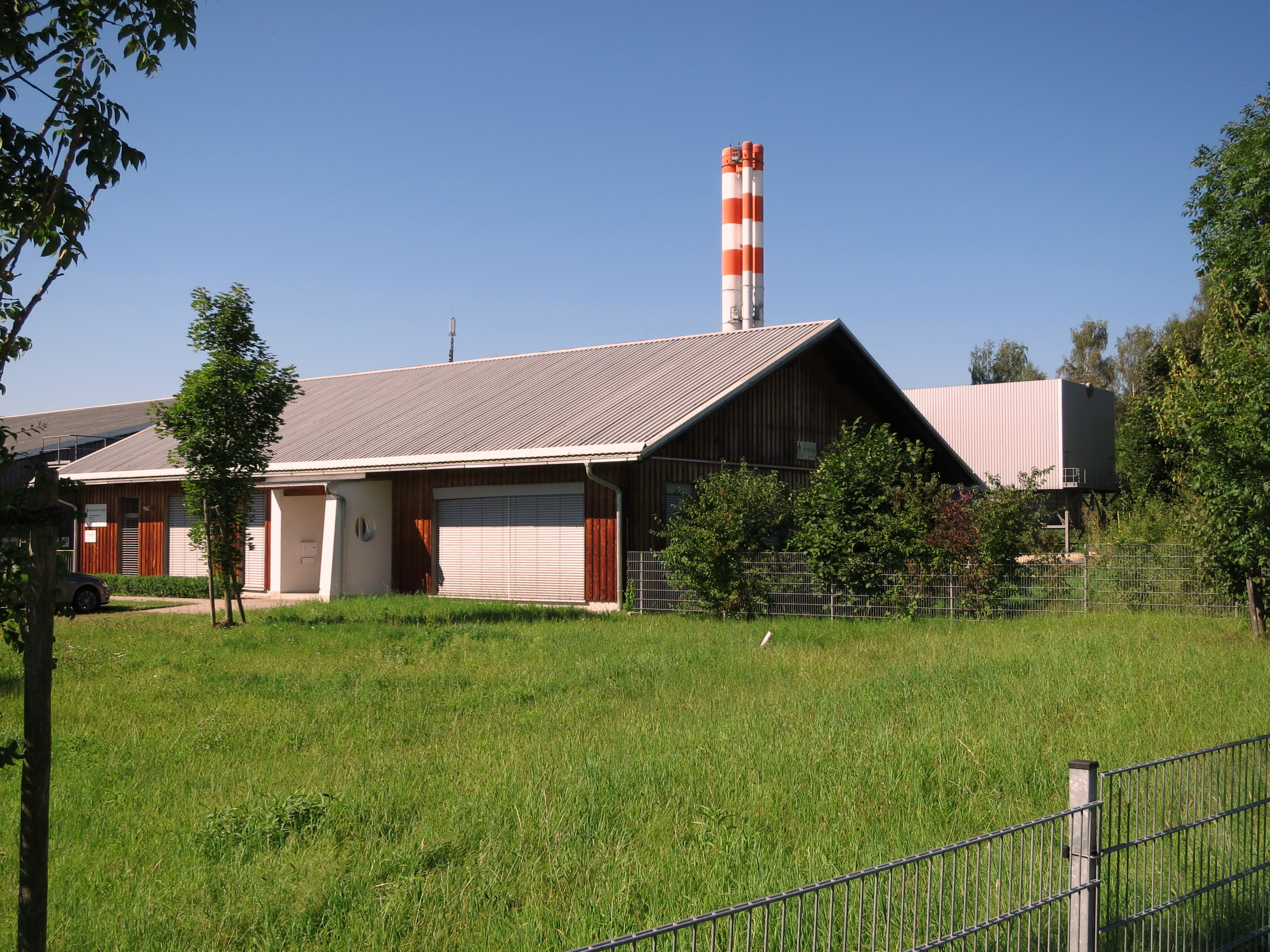
Außenansicht des Kraftwerks
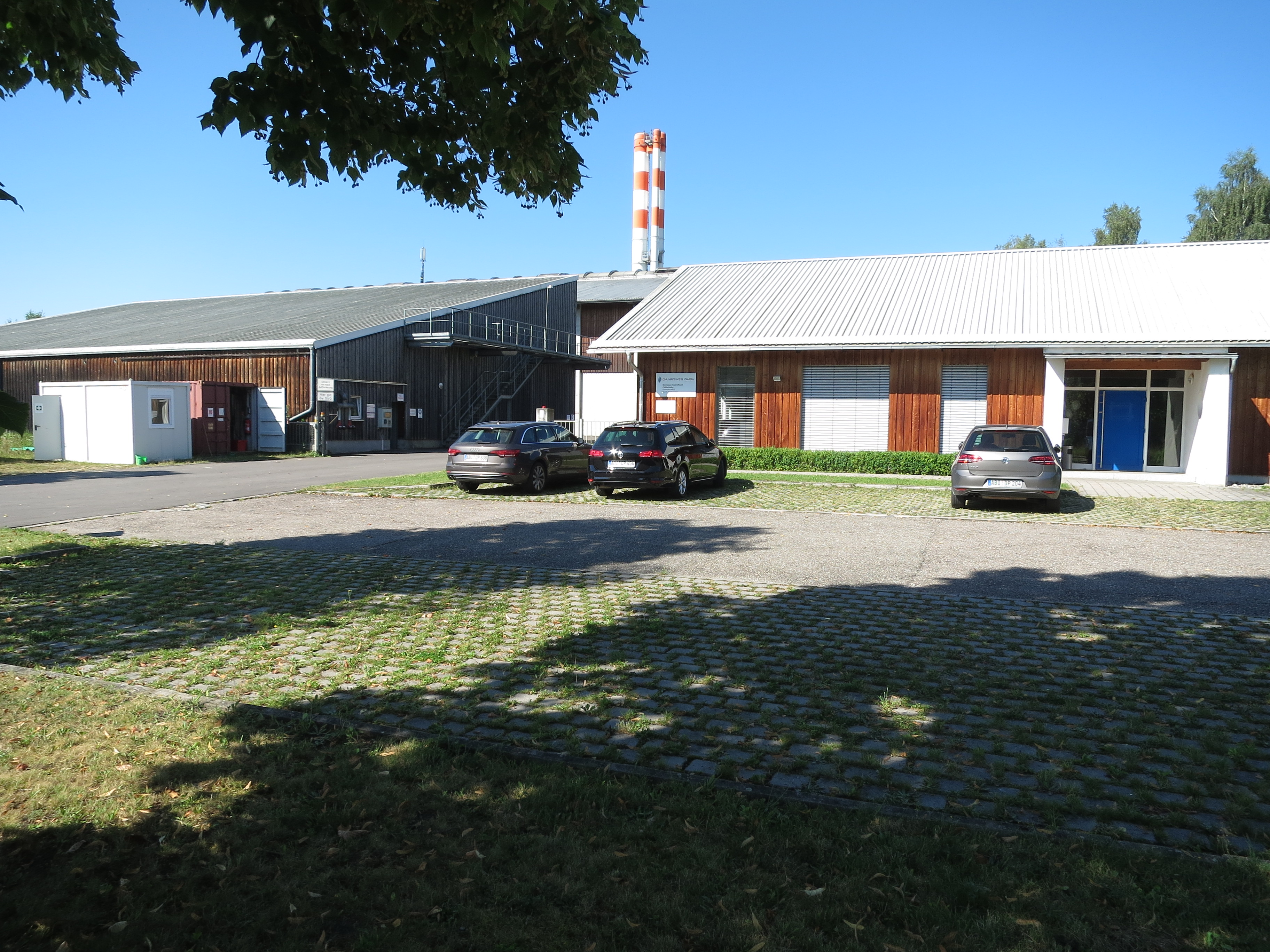
Parkplatz vor der Anlage

## Technik und Leistung
Die in Kraft-Wärme-Kopplung betriebene Anlage besteht aus drei Heizkesseln, von denen die beiden kleineren zur Versorgungssicherheit eingesetzt werden und daher nur bei Spitzenlasten in Betrieb sind. Als Brennstoff wird naturbelassenes Holz aus der Region verwendet. Der jährliche Holzbedarf liegt bei etwa 80.000 Tonnen. Durch den Einsatz erneuerbarer Energien werden im Heizkraftwerk jährlich ca. 40.000 Tonnen klimaschädliches Kohlendioxid (CO2) eingespart.
Das Biomasseheizkraftwerk hat eine Feuerungswärmeleistung von 28 MW und eine installierte elektrische Leistung von 6,1 MW. Jährlich erzeugt das Heizkraftwerk etwa 40.000 MWh Strom und 75.000 MWh Wärme und Dampf. Der Strom wird dem örtlichen Stromnetz zugeführt. Die erzeugte Wärme wird über Fernwärmeleitungen an Privathaushalte, öffentliche Einrichtungen sowie Industrie und Gewerbe geliefert.
Durch den Einsatz nachwachsender Rohstoffe und der Anwendung der Kraft-Wärme-Kopplungstechnologie liegt der Primärenergiefaktor des Kraftwerkes bei 0,00.